# Occidentali’s Karma
Occidentali’s Karma ist ein Popsong des italienischen Musikers Francesco Gabbani aus dem Jahr 2017. Komponiert und getextet wurde er von Gabbani, seinem Bruder Filippo sowie von Fabio Ilacqua und Luca Chiaravalli. Gabbani gewann mit dem Titel das Sanremo-Festival 2017 und erreichte im Mai 2017 beim Eurovision Song Contest 2017 den sechsten Platz für sein Heimatland Italien.

## Hintergrund
Francesco Gabbani hatte beim Sanremo-Festival 2015 in der Newcomer-Kategorie mit dem Lied Amen gewonnen und damit erstmals größere Bekanntheit erlangt. Liedtexter Fabio Ilacqua war auch damals bereits beteiligt. Am 11. Dezember 2016 wurde Gabbani als Teilnehmer des Sanremo-Festivals angekündigt, nun in der Hauptkategorie. Zum ersten Mal präsentierte er sein Lied am 8. Februar 2017, dem zweiten Abend des Wettbewerbs. Begleitet wurde er auf der Bühne von dem Choreografen Filippo Ranaldi im Gorillakostüm, der die Textzeile La scimmia nuda balla künstlerisch umsetzte. Im Finale am 11. Februar 2017 setzte Gabbani sich schließlich gegen Fiorella Mannoia und Ermal Meta durch. Mit dem Sieg in Sanremo erhielt Gabbani auch die Option, im Mai 2017 beim Eurovision Song Contest anzutreten, die er noch in derselben Nacht annahm.
Am 26. April veröffentlichte Gabry Ponte einen offiziellen Remix des Liedes.

## Inhalt
Ursprünglich war als Titel Occidentalis Karma vorgesehen, lateinisch für „westliches Karma“; dieser wurde auf Vorschlag von Textdichter Fabio Ilacqua später mit einem englischen Genitiv anglisiert. Der Text enthält zahlreiche kulturelle Anspielungen, die von den Zivilisationen des Ostens bis zur griechischen Philosophie reichen. Ein wiederkehrendes Zitat ist La scimmia nuda, bezogen auf das Buch Der nackte Affe von Desmond Morris, in dem der Mensch als Primat ohne Fell, aber mit vergleichbaren Verhaltensweisen wie ein Affe beschrieben wird; Morris selbst lobte das Lied:

„Die Gestik Gabbanis auf der Bühne und im Video ist herausragend in der Art, wie er Kulturen und verschiedene Zitate kombiniert und harmonisiert. Dann habe ich mir den Text des Liedes durchgelesen und war fasziniert von seiner Schönheit, Kultur und der Reichhaltigkeit der Zitate. Ich habe noch nie so etwas gehört, höchstens bei Bob Dylan und John Lennon.“

Am Anfang des Liedes wird auf Shakespeares Hamlet und seinen Ausspruch Sein oder Nichtsein angespielt (essere o dover essere / il dubbio amletico), wobei die in der modernen Gesellschaft präsente Spaltung zwischen dem Bedürfnis nach Innerlichkeit und der Bedeutung der äußeren Erscheinung unterstrichen wird. Weitere wichtige Verweise sind der Aphorismus panta rhei von Heraklit, Buddha und das Nirwana aus der Tradition des Ostens, sowie das Internet, das als coca dei popoli / oppio dei poveri bezeichnet wird, wiederum eine Anspielung auf Marx’ Bezeichnung der Religion als Opium des Volkes.

## Musikalischer Aufbau
Das Lied besteht aus zwei Strophen, jeweils gefolgt von Pre-Chorus und Refrain. Nach Bridge und kurzem Gitarrensolo wird der Refrain ein drittes Mal wiederholt. In der gekürzten Fassung für den ESC fehlt die komplette zweite Strophe.

## Kommerzieller Erfolg
Am 12. Februar 2017 wurde das zugehörige Video (Regie: Gabriele Lucchetti) auf der Videoplattform VEVO innerhalb eines Tages 4.353.802 Mal aufgerufen, so oft wie noch kein anderes italienisches Lied zuvor. Mit mehr als 104 Millionen Klicks (Stand: 30. April 2017) entwickelte es sich auch zum meistgesehenen ESC-Video aller Zeiten, noch vor Start des Wettbewerbs. Am 16. Februar 2017 stieg der Song auf Platz eins der italienischen Singlecharts ein und wurde noch in der ersten Woche mit einer goldenen Schallplatte ausgezeichnet. 2019 wurde der Song mit Sechsfachplatin ausgezeichnet.
| ChartsChartplatzierungen | Höchstplatzierung | Wochen |
| ------------------------ | ----------------- | ------ |
| Italien (FIMI)           | 1 (29 Wo.)        | 29     |
| Österreich (Ö3)          | 57 (1 Wo.)        | 1      |
| Schweiz (IFPI)           | 25 (4 Wo.)        | 4      |